# Božov Potok
Božov Potok (izvirno srbsko Божов Поток) je naselje v Srbiji, ki upravno spada pod Občino Sjenica; slednja pa je del Zlatiborskega upravnega okraja.

## Demografija
V naselju, katerega izvirno (srbsko-cirilično) ime je Божов Поток, živi 159 polnoletnih prebivalcev, pri čemer je njihova povprečna starost 46,3 let (46,2 pri moških in 46,4 pri ženskah). Naselje ima 69 gospodinjstev, pri čemer je povprečno število članov na gospodinjstvo 2,83.
To naselje je, glede na rezultate popisa iz leta 2002, večinoma srbsko, a v času zadnjih treh popisov je opazno zmanjšanje števila prebivalcev.
|  |

| Demografija | Demografija     | Demografija     |
| Leto        | Št. prebivalcev | Št. prebivalcev |
| ----------- | --------------- | --------------- |
|             |                 |                 |
|             |                 |                 |
|             |                 |                 |
|             |                 |                 |
| 1948        | 624             |                 |
| 1953        | 778             |                 |
| 1961        | 787             |                 |
| 1971        | 591             |                 |
| 1981        | 388             |                 |
| 1991        | 276             | 276             |
| 2002        | 198             | 195             |
|             |                 |                 |

| Etnična sestava po popisu iz leta 2002 | Etnična sestava po popisu iz leta 2002 | Etnična sestava po popisu iz leta 2002 | Etnična sestava po popisu iz leta 2002 | Etnična sestava po popisu iz leta 2002 |
| -------------------------------------- | -------------------------------------- | -------------------------------------- | -------------------------------------- | -------------------------------------- |
| Srbi                                   | Srbi                                   |                                        | 142                                    | 72,82%                                 |
| Bošnjaki                               | Bošnjaki                               |                                        | 26                                     | 13,33%                                 |
| Muslimani                              | Muslimani                              |                                        | 25                                     | 12,82%                                 |
| Jugoslovani                            | Jugoslovani                            |                                        | 2                                      | 1,02%                                  |
| Neznano                                | Neznano                                |                                        | 0                                      | 0,0%                                   |